# Brianna McNeal
Brianna McNeal, nacida Brianna Rollins (Miami, 18 de agosto de 1991), es una atleta estadounidense de carreras de vallas. Ostenta el título olímpico y mundial en 100 metros vallas y una medalla de plata en el Campeonato Mundial en Pista Cubierta.

## Trayectoria
Comenzó a practicar el atletismo en su primer año de secundaria en la ciudad de Miami, donde tuvo un buen desempeño en la carrera de los 400 m. Ya en el 2010 era nombrada como la «novata del año» en pista cubierta de la Colonial Athletic Association (CAA), por su victoria en los 200 m (23,89 s), además de un tercer puesto en los 400 m (54,01 s) y el quinto puesto en los 60 m (8,27 s). 
En 2011 logró el primer lugar de los 60 m en la National Collegiate Athletic Association (NCAA) en pista cubierta por la Universidad de Clemson. Para el 2012, logró la victoria en el campeonato de la NCAA para menores de 23 años en los 100 m vallas, y en esta misma prueba participó en la clasificatoria para los Juegos Olímpicos de Londres, pero acabó en el sexto lugar con registro de 12,94 s.
Sin embargo, el 2013 Rollins comenzó a hacerse notar con su triunfo al aire libre en los 100 m vallas de la NCAA con nuevo récord de campeonato de 12,39, y posteriormente ganó el campeonato nacional de la misma especialidad con 12,26 s, nuevo récord nacional y la mejor marca a nivel mundial en 21 años, que le otorgó el derecho de asistir al campeonato mundial de Moscú a celebrarse ese mismo año.
En Moscú era tomada en cuenta para disputar las medallas, y tenía entre sus rivales a la vigente campeona Sally Pearson quien acababa de recuperarse de una lesión. En su debut en el campeonato mundial, Rollins logró alcanzar la final, la cual comenzó con dominio de Pearson, pero en el tramo final fue la estadounidense de 21 años quien se impuso con marca de 12,44 s con lo que se adjudicó su primer título absoluto. Por su destacada temporada, la USTAF la reconoció como la mejor atleta femenina del año con el premio Jackie Joyner-Kersee.
Para el año 2014, su desempeño fue discreto con participaciones en tres reuniones de la Liga de Diamante, en la que obtuvo una victoria en Roma con registro de 12,53 s, mientras que en el campeonato nacional estadounidense fue quinta en la carrera final con marca de 12,81 s.
El 2015 se ubicó en la segunda posición en Birmingham (12,63 s) y Oslo (12,84 s), y fue tercera en Mónaco (12,56 s) por la Liga de Diamante, antes de la defensa de su título mundial en Pekín, donde se ubicó en la cuarta posición de la final con registro de 12,67 s
Para la temporada del 2016 participó en el campeonato mundial en pista cubierta de Portland donde acabó con la medalla de plata en los 60 m vallas con registro de 7,82 s. Además Rollins logró clasificar a los Juegos Olímpicos de Río de Janeiro en un momento en que la prueba de los 100 m vallas se presentaba muy disputada entre las atletas estadounidenses. Sin embargo, en el evento clasificatorio nacional se adjudicó el primer lugar de la final con marca de 12,34 s por delante de Kristi Castlin (12,50 s) y Nia Ali (12,55 s); y en  su primera cita olímpica ganó la medalla de oro con tiempo de 12,48 s en un podio acaparado por las estadounidenses, ya que Ali fue segunda con 12,59 s y Castlin tercera con 12,61 s, en lo que era la primera ocasión que tres atletas de la misma nacionalidad tomaban los tres primeros puestos en dicha prueba en la historia de los Juegos.
Ese mismo año, según la Agencia Antidopaje de Estados Unidos, la atleta no compareció a tres controles antidopaje, lo que provocó que en abril del 2017 dicho organismo le suspendiera por un año, vigente a partir del 16 de diciembre de 2016.
De retorno a la competencia, participó en las seis reuniones clasificatorias de la Liga de Diamante 2018, habiendo ganado en tres de ellas. Su marca de 12,38 s en Estocolmo fue la segunda mejor del año. Para la final de Bruselas pudo hacerse de su primer Trofeo de diamante con un registro de 12,61 s, en la que superó a Kendra Harrison (12,63 s), campeona mundial en pista cubierta de ese año. En la temporada del 2019, lejos de sus mejores años, McNeal fue tercera en el campeonato nacional con un tiempo de 12,61 s y en el campeonato mundial de Doha resultó descalificada en la ronda preliminar.

## Vida privada
Brianna Rollins es hija de Temperance Rollins, una exatleta de la especialidad de 800 m. Tiene seis hermanos menores, todos hombres.